# 高倉永藤
高倉 永藤 （たかくら ながふじ）は、室町時代初期から中期にかけての公卿。参議・高倉永行の子。官位は正三位・参議。高倉家3代。通称は宰相入道。

## 経歴
応永29年（1422年）従三位・非参議に任ぜられ、公卿に列する。応永31年（1424年）参議に昇進するも翌年辞する。応永34年（1427年）延暦寺僧徒の訴えにより流罪に処せられる。翌応永35年（1428年）出家。法名は常光。
永享6年（1434年）3月9日、公卿・日野義資が何者かに襲われ不慮の死を遂げる。襲撃犯は捕まらなかったが、永藤はこの事件を将軍足利義教の仕業であると噂した。この噂を知った義教は激怒し、同年6月12日、永藤は薩摩国硫黄島への流罪に処された。2年後の永享8年（1436年）1月配流先で死去。享年52。

## 官歴
注釈のないものは『公卿補任』による
- 時期不明：右兵衛督
- 応永29年（1422年） 正月5日：従三位・非参議。右兵衛督如元。
- 応永31年（1424年） 3月17日：参議
- 応永32年（1425年） 正月5日：正三位。正月30日：辞参議
- 応永34年（1427年） 6月27日：流罪[2]
- 応永35年（1428年） 3月某日[8]：出家（法名常光[3]）
- 永享6年（1434年） 6月12日：流罪（薩摩国硫黄島）[6]
- 永享8年（1436年） 1月某日：死去（享年52）[7]

## 系譜
- 父：高倉永行[3]
- 母：不詳
- 生母不明の子女
  - 男子：高倉永豊（1407 - 1478）[3]
  - 男子：高倉永国[9]